# MALAT1
MALAT1（metastasis associated in lung adenocarcinoma transcript-1）またはNEAT2は2003年に転移性肺癌で高発現しているRNAとして発見された8,000塩基長程度の非常に発現の多い長鎖ノンコーディングRNA（lncRNA）である。その後、がん細胞だけではなく様々な正常組織でも発現することが明らかにされている。神経系などにおいてはRNAポリメラーゼIIによって転写される遺伝子の中では最も発現量を示す遺伝子である。またMALAT1は哺乳類で広く保存されていることが知られている。チンパンジー、アカゲザル、マウスではオルソログが見つかっている。

## 生合成と構造
mRNAと同様にRNAポリメラーゼⅡによって転写される。mRNAと同様に3’末端にポリA尾部をもつ。mRNAのポリA尾部は、まずmRNAの新生鎖がポリAシグナルと呼ばれる配列の近傍で切断され、次いで切断により生じた3’末端がポリAポリメラーゼによってポリアデニル化されることで形成される。MALAT1ではmRNAとは異なる経路でポリA尾部が形成される。MALAT1の3’末端形成にtRNAのプロセッシング因子が関与している。MALAT1の新生鎖の3’末端側にはtRNAに類似したクローバー葉構造をとる配列がコードされている。この配列をmascRNA(MALAT1-assosiated small cytoplasmic RNA)という。RNase PはtRNAのプロセッシングと同様にmasc RNAの5’末端側を切断し、新生鎖からMALAT-1が産出される。その後、同じくtRNAのプロセッシング因子であるRNase ZによってmascRNAの3’末端側が切断され、mascRNAが切り出される。切り出されたmascRNAの3’末端にはtRNAと同様にCCA付加酵素によりCCA配列が付加され、その後mascRNAは細胞質へ輸送される。mascRNAの機能は明らかではない。一方、切り出されたMALAT1はその3’末端がAにと富む配列で構成されており、上流にあるUを富む2箇所の配列とともに三重らせん構造を形成する。三重らせん構造はヌクレアーゼによる分解から3’末端を保護することでMAALT1の安定化に寄与する。MALAT1は核内に局在するが、特に核スペックルに局在する。
試験管内翻訳では蛋白質は合成されず、目立った蛋白質読み取り枠（ORF）もない。

## 機能
様々な細胞を用いた解析からMALAT1は多様な機能をもつことが示唆されている。例えば、MALAT1がスプライシング因子であるSR蛋白質のリン酸化を調節して選択的スプライシングを制御することや、転写の活性化した遺伝子へのSR蛋白質のリクルートを制御すること、またポリコーム抑制複合体1（polycomb repressive complex 1、PRC1）の構成因子であるPc2とともに細胞増殖を制御する遺伝子を核スペックルへ移行させて活性化させることが指摘されている。さらに神経細胞でシナプス形成を制御する。
核スペックルは核質のクロマチン間に存在し、前駆体mRNAスプライシング因子を多く含む核内構造体であり、主にスプライシング因子群の貯蔵・会合・修飾の場と考えられている。TripahiらはMALAT1にスプライシング因子を核スペックルに局在される機能があり、選択的スプライシングを調節しているという学説を提唱している。

## 悪性腫瘍との関連
MALAT1に関連する疾患を調べてみるとその91.7％が悪性腫瘍である。臓器別にみると最も多いのが肺癌であり、肝細胞癌、乳癌、膀胱癌、子宮頸癌、子宮体癌、骨肉腫、大腸癌が続く。肺癌では予後パラメータである。ゲノム編集によって作成されたMALAT1ノックアウト肺癌細胞はマウス移植モデル実験において肺組織への転移が抑制された。ノックアウトマウスでは表現型を示さないことからMALAT1の機能は細胞が特殊な条件におかれた時にみに顕在化するのかもしれない。MALAT1のノックダウンは肺癌の転移抑制への治療応用に使える可能性がある。
またMALAT1が遺伝子発現の制御を通じて細胞運動性を促進することが示されていた。Rosenfeldのグループは2011年にMALAT1が遺伝子ポジショニング制御を担うことを報告した。

## 神経変性疾患との関連
MALAT1はTDP43と相互作用する。TDP43はALSやFTLDとの関連が指摘されている。

## ノックアウトマウス
MALAT1は多彩な分子機能が報告されているがノックアウトマウスに明瞭な表現型が認められずその生理機能については謎が多い。ノックアウトマウスは核スペックルの形態にも変化が認められない。しかしノックアウトマウスで脳梗塞モデルである中大脳動脈閉塞（MCAO）を行うと梗塞範囲、神経症状ともに悪化した。脳梗塞という特殊な条件下ではMALAT1のノックアウトマウスは表現型を示すことが明らかになった。